# Gondowangi (Sawangan)
Gondowangi is een bestuurslaag in het regentschap Magelang van de provincie Midden-Java, Indonesië. Gondowangi telt 5430 inwoners (volkstelling 2010).